# كنز إفريقي
كنز إفريقي (بالإنجليزية: African Treasure )‏ هو فيلم أبيض وأسود مغامرات أمريكي صدر عام 1952 من إخراج فورد بيبي وبطولة جوني شيفيلد. كان الفيلم السابع في سلسلة بومبا، فتى الأدغال المكونة من 12 فيلمًا، استنادًا إلى سلسلة بومبا من كتب المغامرات للصغار.

## ملخص الفيلم
يقوم اثنان من الجيولوجيين عديمي الضمير بإجبار السكان المحليين على العمل في منجم ألماس مخفي. ينقذهم بومبا الذي ينجو بأعجوبة من الدفن حيًا، ويهزم الأشرار. يُظهر بومبا بعض مهارات التواصل كعازف طبول في الغابة، يتضمن الفيلم أيضًا بعض الأحداث تحت الماء وظهورًا قصيرًا لوودي سترود.

## طاقم التمثيل
- جوني شيفيلد بدور بومبا
- لوريت لويز بدور ليتا سيباستيان
- مارتن جارالاجا بدور بيدرو سيباستيان
- ليل تالبوت بدور روي ديهافن
- ليونارد مودي بدور آندي بارنز
- آرثر سبيس بدور جريج
- لين برادفورد بدور هاردي
- سموكي ويتفيلد بدور إيلي

## روابط خارجية
- كنز إفريقي  في قاعدة بيانات الأفلام على الإنترنت (بالإنجليزية)
- كنز إفريقي في قاعدة بيانات تيرنر كلاسيك موفيز للأفلام.
- كنز إفريقي على فهرس معهد الفيلم الأمريكي